# Observatoire aéroporté

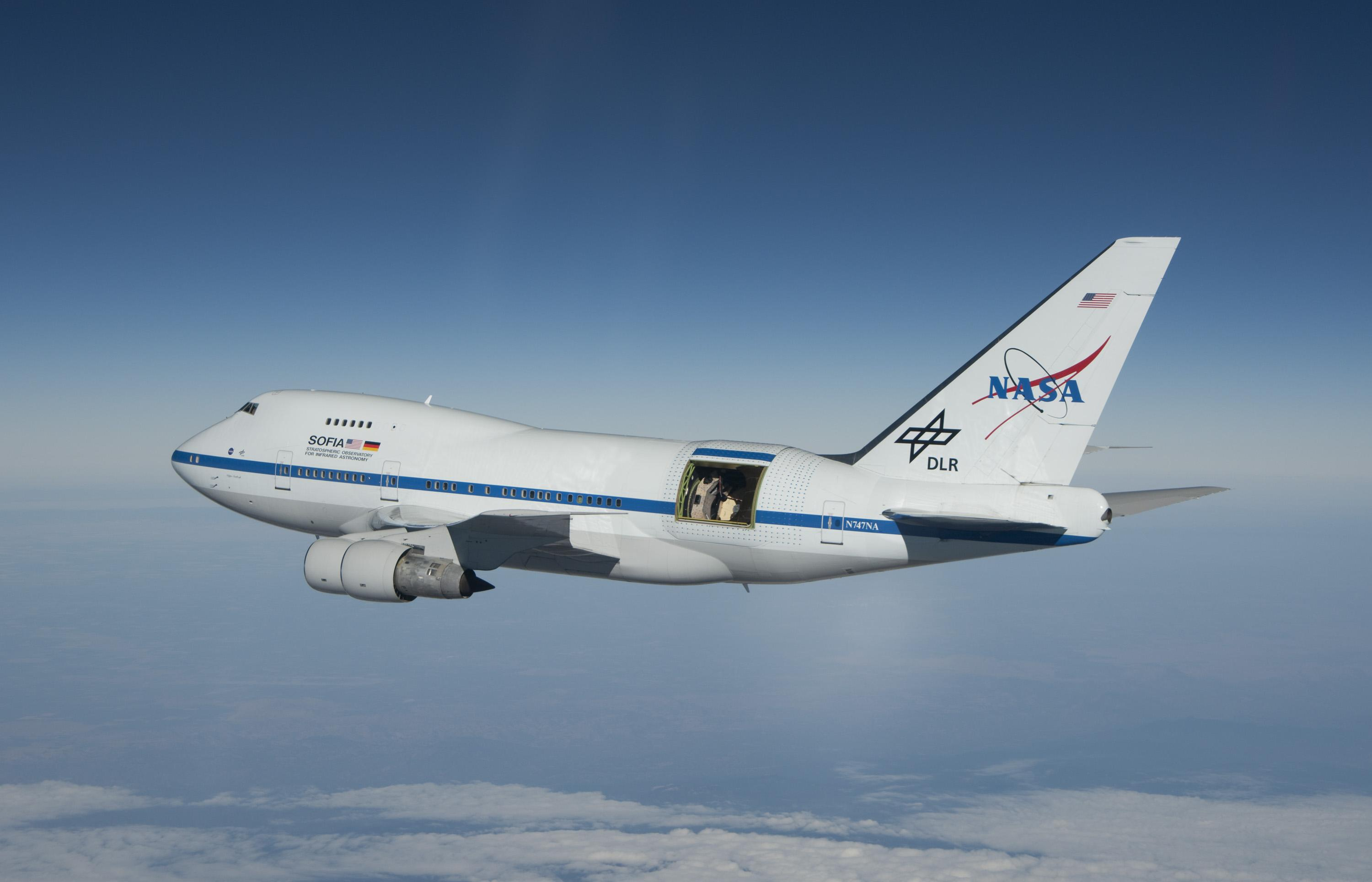
L'Observatoire stratosphérique pour l'astronomie infrarouge (SOFIA) est un observatoire aéroporté actuellement exploité par la NASA.

Un observatoire aéroporté est un avion, un dirigeable ou un ballon avec un télescope astronomique. En portant le télescope à une altitude suffisamment élevée, le télescope peut éviter la couverture nuageuse, la pollution et effectuer des observations dans le spectre infrarouge, au-dessus de la vapeur d'eau de l'atmosphère qui absorbe le rayonnement infrarouge. Certains inconvénients de cette approche sont l'instabilité de la plate-forme de levage, les restrictions de poids sur l'instrument, la nécessité de récupérer le matériel en toute sécurité par la suite et le coût par rapport à un observatoire au sol comparable.[réf. nécessaire]

## Histoire
Les télescopes portés par ballon (en) sont utilisés pour l'observation depuis la stratosphère depuis le lancement du Stratoscope I en 1957. Un certain nombre d'instruments différents ont depuis été transportés en altitude par des ballons pour l'observation dans les bandes infrarouges, micro-ondes, rayons X et gamma. L'expérience BOOMERanG, réalisée entre 1997 et 2003, et MAXIMA, qui a effectué des vols en 1998 et 1999, ont été utilisées pour cartographier le rayonnement du fond diffus de micro-ondes.
Le 30 mai 1965, un laboratoire de vol militaire américain Boeing NC-135 a effectué sa première mission d'observation d'une éclipse solaire, celle du 30 mai 1965 (en). L'avion a également été utilisé pour d'autres missions d'astronomie aéroportée dans le cadre d'un programme scientifique (lequel) se poursuivant jusqu'en 1975. Les missions d'étude d'éclipses solaires se sont poursuivies jusqu'en 1980.
En 1973, le prototype français du Concorde, c/n 001, a été modifié avec des hublots de toit pour une mission d'observation de l'éclipse solaire du 30 juin 1973, à l'issue du programme d'essais français. Des instruments d'observation ont été installés à bord et l'avion a survolé l'Afrique pendant 74 minutes. L'avion est maintenant exposé au musée de l'air et de l'espace du Bourget en exposition permanente en livrée éclipse, avec les hublots affichés.
L'observatoire aéroporté Kuiper, qui a effectué son premier vol en 1974, se composait d'un télescope de type Cassegrain de 36 po (91 cm) d'ouverture transporté en altitude sur un avion à réaction C-141A pour effectuer des observations infrarouges. En termes d'ouverture, le plus gros instrument embarqué à ce jour est un télescope de 2,7 mètres porté par un Boeing 747 modifié pour le projet de l'Observatoire stratosphérique pour l'astronomie infrarouge (SOFIA). Cet instrument a été mis en service pour l'observation astronomique en 2010[réf. nécessaire]. Le 29 juin 2015, la planète naine Pluton est passée entre une étoile lointaine et la Terre, produisant une ombre sur la Terre près de la Nouvelle-Zélande, ce qui a permis à SOFIA d'étudier l'atmosphère de Pluton.

## Liste d'observatoires aéroportés

### Observatoires basés sur les avions
| Observatoire                                                                 |  | Avion                      | Queue# | En service | Hors service | Remarques                              |   |
| ---------------------------------------------------------------------------- |  | -------------------------- | ------ | ---------- | ------------ | -------------------------------------- | - |
| Observatoire aéroporté Galileo – NASA                                        |  | Convair 990                | N711NA | 1965       | 1973         | Détruit dans une collision en vol      | , |
| Observatoire aéroporté Kuiper (KAO) – NASA                                   |  | Lockheed C-141A Starlifter | N714NA | 1974       | 1995         | A remplacé Galileo, remplacé par SOFIA |   |
| Observatoire stratosphérique pour l'astronomie infrarouge (SOFIA) – NASA-DLR |  | Boeing 747                 | N747NA | 2010       | 2022         | Successeur de KAO                      |   |